# Comtat de Xestalgar
El Comtat de Xestalgar és un títol nobiliari creat pel rei Felip IV de Castella el 20 de febrer de 1628, i concedit al noble valencià En Baltasar de Montpalau i Ferrer (1578? - 1638) titular del senyoriu territorial i jurisdiccional de Xestalgar, que esdevenia "comtat", mentre que el cavaller agraciat assolia la dignitat de comte.

## Orígens

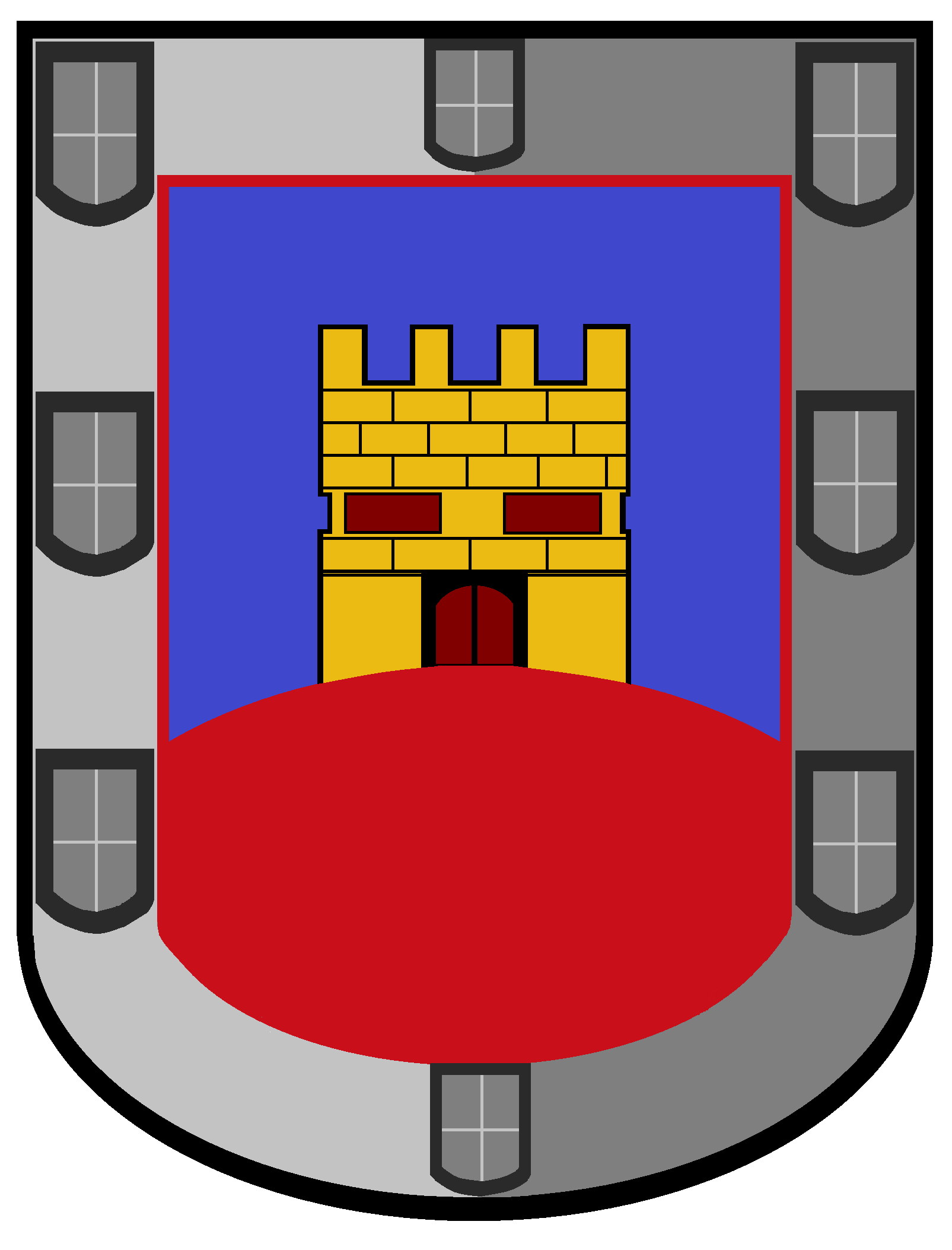
Escut d'armes dels comtes de Xestalgar

El senyoriu de Xestalgar havia sorgit l'any 1237, quan Jaume el Conqueridor en feu donació al cavaller Roderic Ortiç. El territori senyorial incloïa l'antiga alqueria islàmica del mateix nom i el nucli menor de l'Andénia, emplaçats a la vora del riu Túria. Poc després, va revertir a la Corona, fins que l'any 1296 passà a Bernat Guillem d'Entença. Posteriorment la seua titularitat va pertànyer a diferents cases nobiliàries abans dels Montpalau (llinatge).

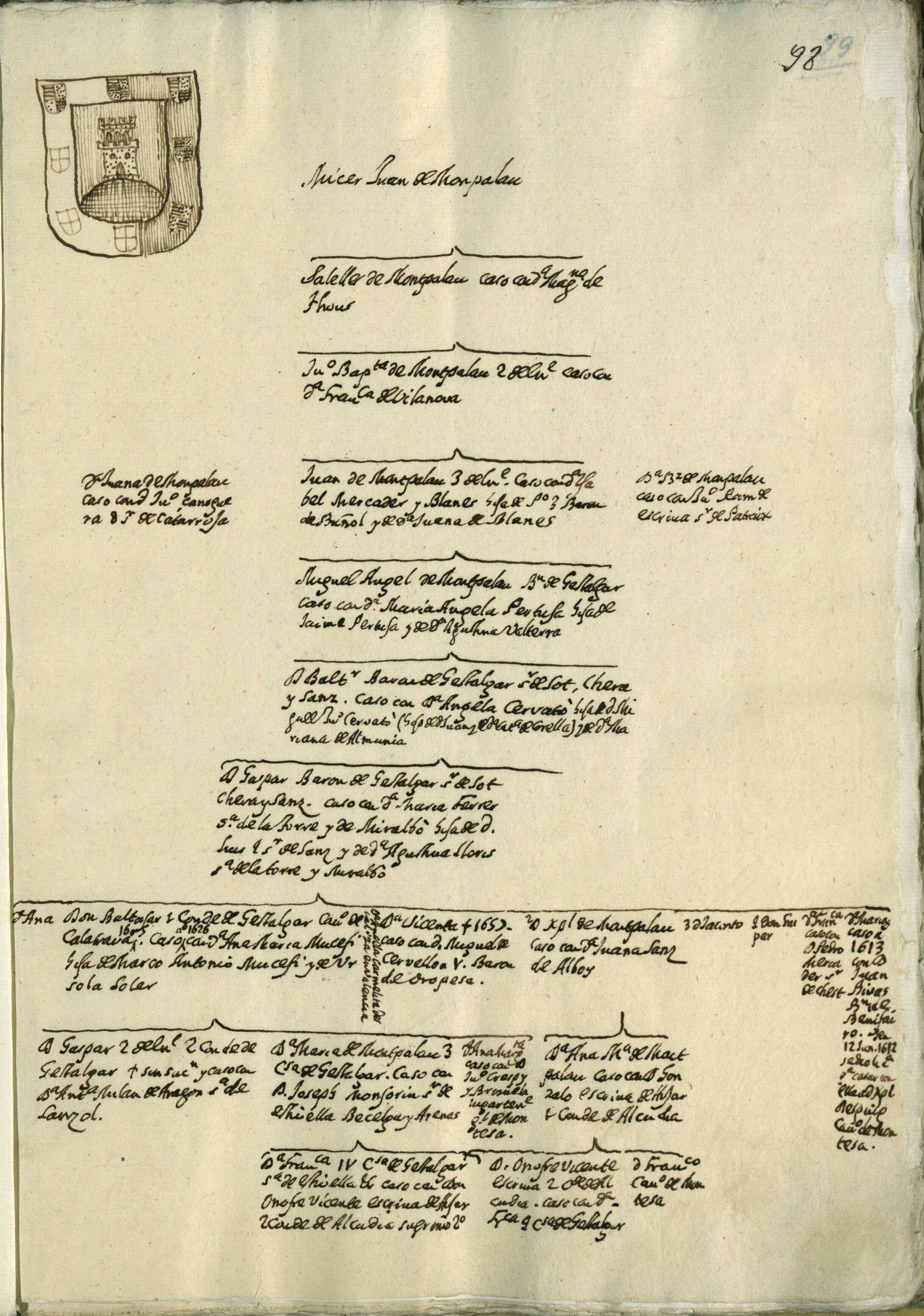
Manuscrit del amb la genealogia dels comtes de Xestalgar

## Ascendència
L'any 1484, En Salelles de Montpalau, avantpassat directe d'En Baltasar per línia paterna, adquiria en subhasta pública el castell i lloc de Xestalgar, amb jurisdicció civil i criminal. El seu llinatge es va succeir de manera ininterrompuda a la senyoria fins a l'any 1666. En Salelles casà amb Magdalena de Thous, i llur línia de successió és la següent: 
- Joan Baptista de Montpalau i de Thous, qui casà amb Francesca Vilanova.
- Joan de Montpalau i Vilanova, rebesavi del I comte de Xestalgar. Casà amb Isabel Mercader i Blanes.
- Miquel Àngel de Montpalau i Mercader, besavi del I comte. Va augmentar el seu patrimoni adquirint la baronia de Sot de Xera on establí una reduïda comunitat de cristians vells (1540). Rebia tractament de baró.
- Baltasar de Montpalau i Pertusa, avi del I comte. Casà amb Àngela Cervató l'any 1552.
- Gaspar de Montpalau i Cervató, mort el 1606, pare del I comte. Va adquirir la senyoria de la Torre de Lloris amb el lloc de Sanç pel seu matrimoni amb Na Maria Ferrer (1577).[3]

## Successors
| Comtes de Xestalgar (creació per Felip IV el 1628) | Comtes de Xestalgar (creació per Felip IV el 1628) | Comtes de Xestalgar (creació per Felip IV el 1628) |
| -------------------------------------------------- | -------------------------------------------------- | -------------------------------------------------- |
| I                                                  | Baltasar de Montpalau i Ferrer                     | 1628 - 1638                                        |
| II                                                 | Gaspar de Montpalau i Mussefi                      | 1638 - 1664                                        |
| III                                                | Maria de Montpalau                                 | 1664 - 1666                                        |
| IV                                                 | Francesca Felipa de Montsoriu i Montpalau          | 1666 - 1709                                        |
| V                                                  | Baltasar Escrivà d'Íxer                            | 1709 - 1738                                        |
| VI                                                 | Joaquín de Castellví                               | 1738 - 1760                                        |
| VII                                                | Joaquín Antonio de Castellví                       | 1760 - 1800                                        |
| VIII                                               | Josepa Domènica Català de Valeriola                | 1800 - 1814                                        |
| IX                                                 | José Antonio Frígola                               | 1814 - 1818                                        |
| X                                                  | Antonio de Saavedra y Jofré                        | 1818 - 1842                                        |
| XI                                                 | Antonio de Saavedra y Frígola                      | 1842 - 1871                                        |
| XII                                                | Antonio de Saavedra y Rodríguez-Guerra             | ?                                                  |
| XIII                                               | Antonio de Padua Saavedra y Fontes                 | 1924 - 1936                                        |
| XIV                                                | Antonio Manuel de Saavedra y Llanza                | fins 2005                                          |
| XV                                                 | María Asunción de Saavedra y Bes                   | des de 2005                                        |